# Beilstein (Bade-Wurtemberg)
Pour les articles homonymes, voir Beilstein.

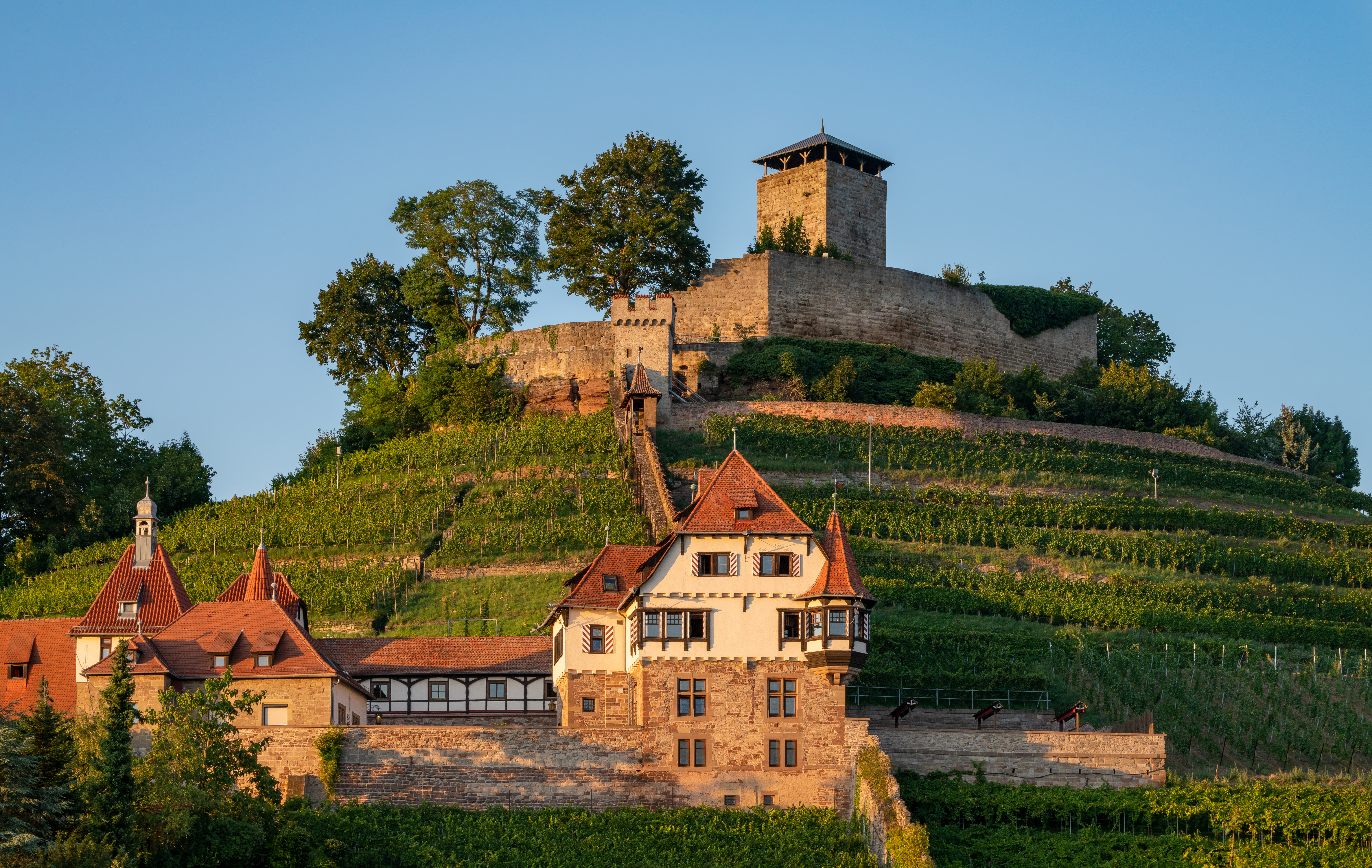
Vue d'un petit chateau à Beilstein. Septembre 2019.

Beilstein  est une ville de Bade-Wurtemberg (Allemagne), située dans l'arrondissement de Heilbronn, dans la Région de Heilbronn-Franconie, dans le district de Stuttgart. Elle est jumelée avec Pontault-Combault.